# Cratere Climborin
Climborin è un cratere sulla superficie di Giapeto.